# Лосятин (Тернопольская область)
Лосятин (укр. Лосятин) — село в Почаевской городской общине Кременецкого района Тернопольской области Украины.
Население по переписи 2001 года составляло 1519 человек.

## Географическое положение
Село Лосятин находится на левом берегу реки Иква,
выше по течению на расстоянии в 1,5 км расположены сёла Крутнев и Раславка,
ниже по течению на расстоянии в 2,5 км расположено село Борщовка.
По селу протекает пересыхающий ручей.
Через село проходит автомобильная дорога Т-2013.

## История
- 1545 год — дата основания.

## Объекты социальной сферы
- Школа I—II ст.
- Клуб.
- Фельдшерско-акушерский пункт.

## Достопримечательности
- Братская могила советских воинов.

## Известные уроженцы
В селе 5 октября 1931 года родился епископ Украинской православной церкви Киевского патриархата Иаков (Панчук).
16 января 1953 года родился епископ Украинской православной церкви Сергий (Зализницкий).